# Omega Andromedae
Désignations
Omega Andromedae (ω And / ω Andromedae) est une étoile binaire de la constellation boréale d'Andromède. Elle est visible à l'œil nu et sa magnitude apparente combinée est de 4,83.

## Environnement stellaire
Le système d'Omega Andromedae présente une parallaxe annuelle de 34,73 ± 0,13 mas telle que mesurée par le satellite Gaia, ce qui permet d'en déduire qu'il est distant de ∼ 94 a.l. (∼ 28,8 pc) de la Terre. Cette parallaxe est similaire à la parallaxe obtenue par la mission Hipparcos mais est inférieure à la parallaxe orbitale du système calculée de 39,54 ± 1,85 mas. Omega Andromedae s'éloigne du Système solaire à une vitesse radiale héliocentrique de +14,7 km/s et possède un mouvement propre important, traversant la sphère céleste à un rythme de 0,374 seconde d'arc/an.
Le système possède plusieurs compagnons stellaires recensés dans les catalogues d'étoiles doubles et multiples. Omega Andromedae B est une première étoile de douzième magnitude et distante de deux secondes d'arc. Elle est probablement une double purement optique. Il existe également une paire d'étoiles, désignée Omega Andromedae CD, qui est localisée à deux minutes d'arc et dont la magnitude apparente combinée est de 10. Cette paire est, de même, une double optique.

## Propriétés
L'étoile primaire du système, désignée Omega Andromedae Aa, est classée comme une étoile jaune-blanc de type spectral F4 IV,. La classe de luminosité IV en ferait une étoile sous-géante qui est en train d'évoluer hors de la séquence principale, dont l'hydrogène contenu dans son noyau s'épuise. Cependant, Abt (1985) lui attribue une classification de F3 V, suggérant qu'elle serait plutôt une étoile jaune-blanc de la séquence principale.
En 2008, son compagnon, désigné Omega Andromedae Ab, a été résolu par optique adaptative à l'observatoire Lick. Des observations postérieures ont montré que la différence de magnitude entre les deux étoiles est de 3,65 ± 0,03 et qu'elles sont séparées de 0,669 seconde d'arc. Abt (1985) attribue au compagnon un type spectral F5 V. Le système est âgé d'environ 2,1 milliards d'années.